# Paul Rycaut
Le chevalier Paul Rycaut, né en 1629 à Londres où il est mort le 16 décembre 1700, est un historien, traducteur et diplomate anglais.

## Biographie

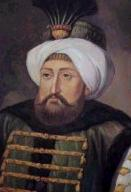
Le sultan Mehmed IV.

Dixième fils de Pierre Ricaut, commerçant établi à Londres et connu par quelques ouvrages populaires, Rycaut fit de bonnes études à Cambridge, et y reçut le degré de bachelier en 1650. Après avoir voyagé pendant quelques années en Europe, en Asie et en Afrique, il fut attaché, comme secrétaire, au comte de Winchelsea, qu’il suivit, en 1661, dans son ambassade extraordinaire de Charles II auprès du sultan Mehmed IV à Constantinople.
Pendant les huit années que dura cette ambassade, et durant lesquelles il s’instruisit à fond sur les mœurs, les usages et la religion des Turcs, Rycaut se rendit deux fois à Londres pour les affaires du gouvernement. Il passa quelque temps dans le camp du vizir Coproli en Hongrie, et publia la Capitulation des articles du traité de paix conclu entre la Porte et son pays. Les talents qu’il montra dans son emploi, obtenant notamment, pour les vaisseaux de sa nation, l’exemption de tout droit de visite dans les mers ottomanes, lui méritèrent l’estime de son ambassadeur, qui le recommanda comme consul.
Nommé consul d’Angleterre à Smyrne, Rycaut remplit cet emploi pendant onze ans, s’occupant sans relâche d’étendre et de favoriser le commerce de sa nation au Proche-Orient. À son retour dans sa patrie, dont il était absent depuis près de vingt-quatre ans, il fut nommé par lord Clarendon en 1685, secrétaire des provinces irlandaises de Leinster et de Conaught.

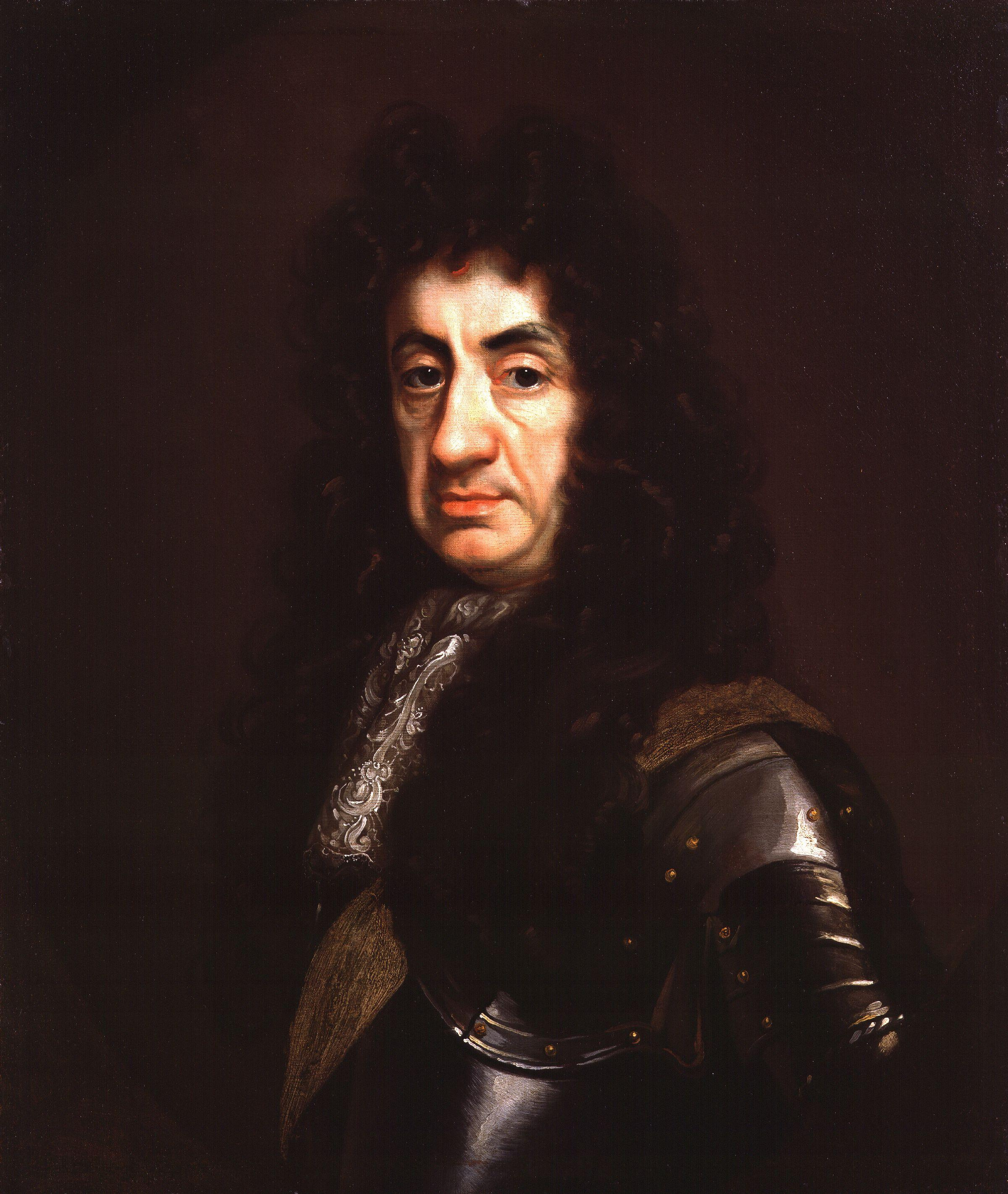
Le roi Jacques II.

En récompense de ses services, le roi Jacques II le créa conseiller-privé d’Irlande et juge de l’amirauté. La Glorieuse Révolution qui fit tomber les Stuarts du trône, priva Rycaut de tous ses emplois, mais il fit sa cour à Guillaume III et ne tarda pas à rentrer en faveur. Il fut alors pourvu, dès 1690, de la charge de résident d’Angleterre près des villes hanséatiques de Hambourg, Lubeck, Brème, etc. En 1700, des raisons de santé l’obligèrent à retourner en Angleterre, où il mourut peu de temps après. Il était, depuis quelques années, membre de la Royal Society.
Outre une traduction en anglais des Comentarios Reales de los Incas de Garcilaso de la Vega, 1688 et du Criticon de Baltasar Gracián, et une continuation des Vies des papes, par Platina, son Histoire de l’état présent de l’Empire ottoman de 1668 et réimprimée un grand nombre de fois sous différents formats, était le premier ouvrage à bien faire connaître les mœurs des Turcs, ainsi que les ressources et la politique de l’Empire ottoman. Il fut traduit dans presque toutes les langues de l’Europe et continua, malgré les nouvelles informations qui furent recueillies par la suite sur la Porte, d’être lu avec intérêt. Il passe même pour l’une des sources pour les Lettres persanes de Montesquieu, qui en possédait un exemplaire dans sa bibliothèque. L’ouvrage ne tarda pas à être traduit en français, la première paraissant deux ans plus tard sous la plume de Pierre Briot, Paris, 1670 gr. in-4°, édition rare et recherchée, et la seconde à Bespier, Rouen 1677 in 12°, 2 vol. La traduction de Bespier est enrichie de notes fort estimées mais celle de Briot fut considérée comme plus exacte. 

## Écrits

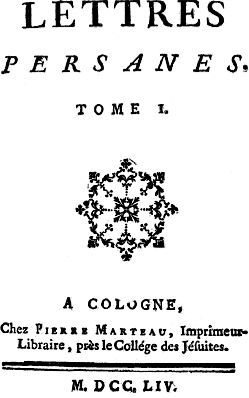
Les Lettres persanes de Montesquieu passent pour avoir été partiellement renseignées par l’œuvre de Sir Rycaut.

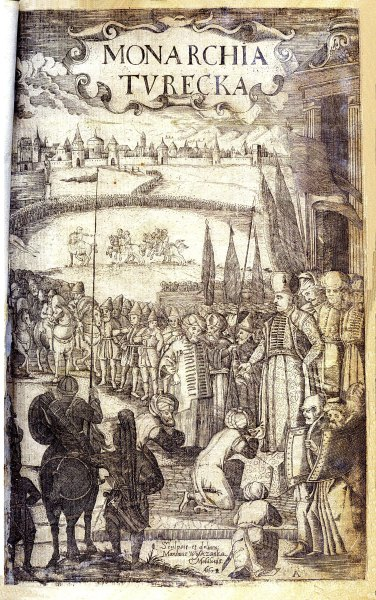
« Monarchia turecka opisana przez Ricota », Slutsk, 1678

- The Present state of the Ottoman Empire, containing the maxims of the Turkish politie, the most material points of the Mahometan religion, their sects and heresies, their convents and religious votaries, their military discipline, with an exact computation of their forces both by land and sea, illustrated with divers pieces of sculpture, representing the variety of habits among the Turks, Londres, J. Starkey & H. Brome, 1668, in-fol., fig. et pl. gr. ;
  - Histoire de l’état présent de l’empire Ottoman, contenant les maximes politiques des Turcs ; les principaux points de la religion mahométane, etc., trad. par Briot, Paris, 1670, grand in-4° (en ligne; tome 2 (1676)); trad. par Bespier, Rouen, 1677, in-12 (en ligne: tome II);
  - (it) Istoria dello stato presente dell'imperio ottomano. Nella quale si contengono le massime politiche de'Turchi. I punti principali della religione mahomettana, le sette, le eresie, e gli ordini diuersi de'suoi religiosi. La disciplina militare, il conto essatto delle forze per mare, e per terra, e delle rendite dello stato loro. Composta prima in lingua inglese dal sig. Ricaut, ... Tradotta poscia in francese dal sig. Briot, e finalmente trasportato in italiano da Costantin Belli accademico Tassista, Venetia, Combi e La Nou, 1672
  - (pl) Monarchia turecka opisana przez Rikota, 1678
  - Russe: 1741
- The History of the Turkish empire from the year 1623 to the year 1677 containing the reigns of the three last emperours, viz., Sultan Morat or Amurat IV, Sultan Ibrahim, and Sultan Mahomet IV, his son, the XIII emperour now reigning, Londres, John Starkey, 1680 ;  Il s’agit d’une continuation de l’histoire générale des Turcs de Richard Knolles.
  - Histoire des trois derniers empereurs turcs, depuis 1623 jusqu’en 1679, trad. par Briot, Paris, 1683, 4 vol. in-12.
- The History of the Turks Beginning with the year 1679. Being a full relation of the last troubles in Hungary, with the sieges of Vienna, and Buda, and all the several battles both by sea and land, between the Christians, and the Turks, until the end of the year 1698, and 1699. In which the peace between the Turks, and the confederate Christian princes and states, was happily concluded at Carlowitz in Hungary, by the mediation of His Majesty of Great Britain, and the States General of the United Provinces, Londres, Robert Clavell & Abel Roper, 1700 ;
  - Histoire des Turcs, depuis 1679 jusqu’en 1699, et continuée par le traducteur anonyme, jusqu’en 1704, Amsterdam, 1709, 3 vol. in-12.
- The Present State of the Greek and Armenian churches, Londres, John Starkey, 1679 ;
  - Histoire de l’état présent de l’Église grecque et de l’Église arménienne, trad. par Rosemond, Middelbourg, 1692 ; Amsterdam, 1696 et 1710, in-12.